# Barbara Hammer
Barbara Hammer (Hollywood, California, 15 de mayo de 1939-Nueva York, Nueva York; 16 de marzo de 2019) fue una psicóloga, directora de cine experimental y activista estadounidense.
Es conocida por haber sido pionera en mostrar en el cine relaciones lésbicas, cómo afrontar el envejecimiento y la familia. En 1974 presentó Dyketatics considerada una de las primeras películas con protagonistas lesbianas.  Desde finales de los setenta, realizó más de setenta cortos y nueve largometrajes de carácter documental en los que se observa una continua búsqueda de lenguajes fílmicos para expresar la experiencia lesbiana y las particularidades de su deseo.

## Biografía
Nació en Hollywood, en el seno de una familia relaciona con la industria cinematográfica. 
En 1961 se graduó en la Universidad de California en Los Ángeles donde obtuvo un grado en psicología, en 1963 estudió literatura inglesa en la Universidad del Estado de San Francisco.
En 1974 se casó y comenzó a trabajar como profesora en un colegio en Santa Rosa, California. Fue entonces cuando se declaró públicamente lesbiana tras entrar en contacto con el movimiento feminista de los años 60 en Estados Unidos. Se separó —apenas da más datos en sus entrevistas sobre su matrimonio— y decidió irse con una motocicleta y su cámara Super-8. Este año filmó Dyketatics (1974) considerada una de las primeras películas con protagonistas lesbianas. 

Fueron años formativos para mí, como artista y como mujer política. Si el nacimiento del lesbianismo/feminismo no hubiera ocurrido en aquella época no creo que me hubiera identificado como tal (lesbiana/feminista) sin la comunidad. Esta es la nueva familia. La ‘vieja’ familia, los ‘nacidos para matar’, quedó, para entendernos, atrás. Queda alguna reminiscencia pero ésta es fácilmente identifi cable y se puede considerar como un resorte para que la mujer defina su nuevo ser. Por supuesto, esto lleva años y es una carrera de fondo.
Barbara Hammer en una entrevista en 1997. 

En 1975 se graduó con una maestría en cine en la Universidad Estatal de San Francisco.
Lanzó su primer largometraje, un documental experimental, Nitrate Kisses en 1992. Fue nominado para el Gran Premio del Jurado en el Festival de Cine de Sundance en 1993. Ganó el Premio Polar Bear en el Festival Internacional de Cine de Berlín y el Premio al Mejor Documental en el Internacional de Cine Realizado por Mujeres en Madrid. 
En 1996 presentó Tender Fictions, un film autobiográfico a medio camino entre el documental y el cine experimental en el que planteaba desde su rechazo explícito al papel designado como mujer de clase media americana hasta su nueva identidad como lesbiana que descubre y ratifica al entrar en contacto con el movimiento feminista. 

Decidí de una forma bastante intencional que introduciría mi vida en mis películas —por su puesto, a mi manera— para que al menos la vida de una lesbiana fuera conocida en el siglo xx.
Barbara Hammer en una entrevista en 1997.

En 1997 recibió una maestría en estudios digitales multimedia en el Instituto Americano de Cine.
En el año 2000 recibió el premio Moving Image de Creative Capital y en 2013 fue miembro de Guggenheim. En 2006 recibió el primer premio Shirley Clarke de cineasta de vanguardia, el premio Women In Film Award del Festival Internacional de Cine de St. Louis y en 2009 Hammer recibió el Teddy Award por el mejor cortometraje de su película 'A Horse No es una metáfora "en el Festival Internacional de Cine de Berlín. 
En 2010, Hammer publicó su autobiografía, HAMMER! Haciendo películas fuera del sexo y de la vida, sobre su historia personal y su filosofía artística. 
Junto a su carrera cinematográfica Hammer también presentó performances e instalaciones. Participó en exposiciones colectivas como la Whitney Biennial en 1993 y la WACK! Art and the Feminist Revolution vista en MOCA L.A. y MoMA PS1 en 2007-2008.
En 2012 su película Lover Other: The Story of Claude Cahun and Marcel Moore (2006) fue incluida en la programación de cine feminista El silencio del palacio. Perspectivas del cine feminista del Museo Reina Sofía de Madrid.
Hammer fue profesora en diversas escuelas de arte. Fue profesora de cine en la European Graduate School de Saas-Fee, Suiza.

## Estilo
La película de Hammer, Dyketactics ilustró la importancia del cuerpo femenino en su trabajo, y se rodó en dos secuencias. En la primera secuencia, la película representa a un grupo de mujeres desnudas que se reúnen en el campo para bailar, bañarse, tocarse e interactuar con el medio ambiente. En la segunda secuencia, Hammer se filma compartiendo un momento íntimo con otra mujer dentro de una casa de la Bahía de San Francisco. Entre las dos secuencias, Hammer tenía como objetivo crear una película erótica que usara un lenguaje cinematográfico diferente al de la corriente principal, las películas heterosexuales eróticas de la época. Las primeras películas de Hammer utilizaron imágenes naturales, como árboles y frutas, para asociarse con el cuerpo femenino.
A principios de los años 90 su cine es más narrativo y comenzó a trabajar bajo la forma del documental experimental (manipulación de la imagen, distorsión del sonido, relaciones más metafóricas que referenciales entre la banda sonora y la visual, y apropiación de materiales ajenos), la construcción de la experiencia y la identidad lesbiana a través de la cultura, la historia y el lenguaje, cuestiones todas ellas presentes en Tender Fictions señala la investigadora Elena Oroz.

## Filmografía
- Schizy (1968)
- Barbara Ward Will Never Die (1969)
- Traveling: Marie and Me (1970)
- The Song of the Clinking Cup (1972)
- I Was/I Am (1973)
- Sisters! (1974)
- A Gay Day (1973)
- Dyketactics (1974)
- X (1974)
- Women's Rites, or Truth is the Daughter of Time (1974)
- Menses (1974)
- Jane Brakhage (1975)
- Superdyke (1975)
- Psychosynthesis (1975)
- Superdyke Meets Madame X (1975)
- Moon Goddess (1975) – with G. Churchman
- Eggs (1972)
- Multiple Orgasm (1976)
- Women I Love (1976)
- Stress Scars and Pleasure Wrinkles (1976)
- The Great Goddess (1977)
- Double Strength (1978)
- Home (1978)
- Haircut (1978)
- Available Space (1978)
- Sappho (1978)
- Dream Age (1979)
- Lesbian Humor: Collection of short films (1980–1987)
- Pictures for Barbara (1980)
- Machu Picchu (1980)
- Natura Erotica (1980)
- See What You Hear What You See (1980)
- Our Trip (1981)
- Arequipa (1981)
- Pools (1981) – with B. Klutinis
- Synch-Touch (1981)
- The Lesbos Film (1981)
- Pond and Waterfall (1982)
- Audience (1983)
- Stone Circles (1983)
- New York Loft (1983)
- Bamboo Xerox (1984)
- Pearl Diver (1984)
- Bent Time (1984)
- Doll House (1984)
- Parisian Blinds (1984)
- Tourist (1984–85)
- Optic Nerve (1985)
- Hot Flash (1985)
- Would You Like to Meet Your Neighbor? A New York Subway Tape (1985)
- Bedtime Stories (1986)
- The History of the World According to a Lesbian (1986)
- Snow Job: The Media Hysteria of AIDS (1986)
- No No Nooky T.V. (1987)
- Place Mattes (1987)
- Endangered (1988)
- Two Bad Daughters (1988)[6]
- Still Point (1989)
- T.V. Tart (1989)[6]
- Sanctus (1990)
- Vital Signs (1991)
- Dr. Watson's X-Rays (1991)
- Nitrate Kisses (1992)
- Out in South Africa (1994)
- Tender Fictions (1996)
- The Female Closet (1997)
- Devotion: A Film About Ogawa Productions (2000)
- History Lessons (2000)[6]
- My Babushka: Searching Ukrainian Identities (2001)
- Resisting Paradise (2003)
- Love/Other (2005)
- Fucking Different New York (2007) (segment "Villa Serbolloni")
- A Horse is not a Metaphor (2009) (Teddy Award)
- Generations (2010)
- Maya Deren's Sink (2011)
- Welcome to this House (2015)

## Exposiciones

### Individuales
- 2016 KOW (Double Exhibition with Oswald Oberhuber), Berlín

- 2015 KOW, Berlín

- 2013 KOW, Berlín

- 2011 KOW, Berlín

### Colectivas
- 2017 Intuition, Palazzo Fortuny, Venice

- 2016 Hello Boys, Julia Stoschek Collection, Düsseldorf

Retrospective, ICA, Warsaw
Lo specchio concavo / The concave mirror,  Baco Arte Contemporanea, Bergamo
- 2014 Corpus, Zacheta National Art Gallery, Warsaw

Microscope Gallery, New York
- 2013 Sound Versus System, Kunsthall Oslo
- 2012 Newtopia. The State of Human Rights, Kazerne Dossin, Mechelen

Believers, KOW, Berlín
Postcards from the edge. 14th annual, Cheim & Reid, New York
- 2011 Bend a Bow, Mackey Garage Top, MAK Center for Art and Architecture, Los Angeles

- 2010 The Visible Vagina, Francis M. Naumann Fine Art, David Nolan Gallery, New York

- 2009 Everywhere. Sexual Diversity Policies in Art, CGAC - Centro Galego de Arte Contemporáneo, Santiago de Compostela

Migrating Forms, Anthology Film Archives, New York
- 2008 WACK! Art and the Feminist Revolution, Vancouver Art Gallery Vancouver, British Columbia

WACK! Art and the Feminist Revolution, P.S.1 Contemporary Art Center,  Long Island City
- 2007 Gender Battle, CGAC - Centro Galego de Arte Contemporáneo, Santiago de Compostela

WACK! Art and the Feminist Revolution, The Museum of Contemporary Art, Los Angeles
Comfort Zone, Sana Fe Art Institute
WACK! Art and the Feminist Revolution, National Museum of Women in the Arts, Washington D. C. 
- 2005 Vital Signs, Maya Stendal Gallery

- 2004 neoqueer, CoCA Seattle

## Retrospectivas
- Museum of Modern Art, New York City (15 de septiembre–13 de octubre de 2010)
- Tate Modern, London (3 de febrero–26, 2012)
- Jeu de paume, Paris (12 de junio–1 de julio de 2012)
- Toronto International Film Festival Cinematheque Free Screen (Winter 2013)